# Eppelborn

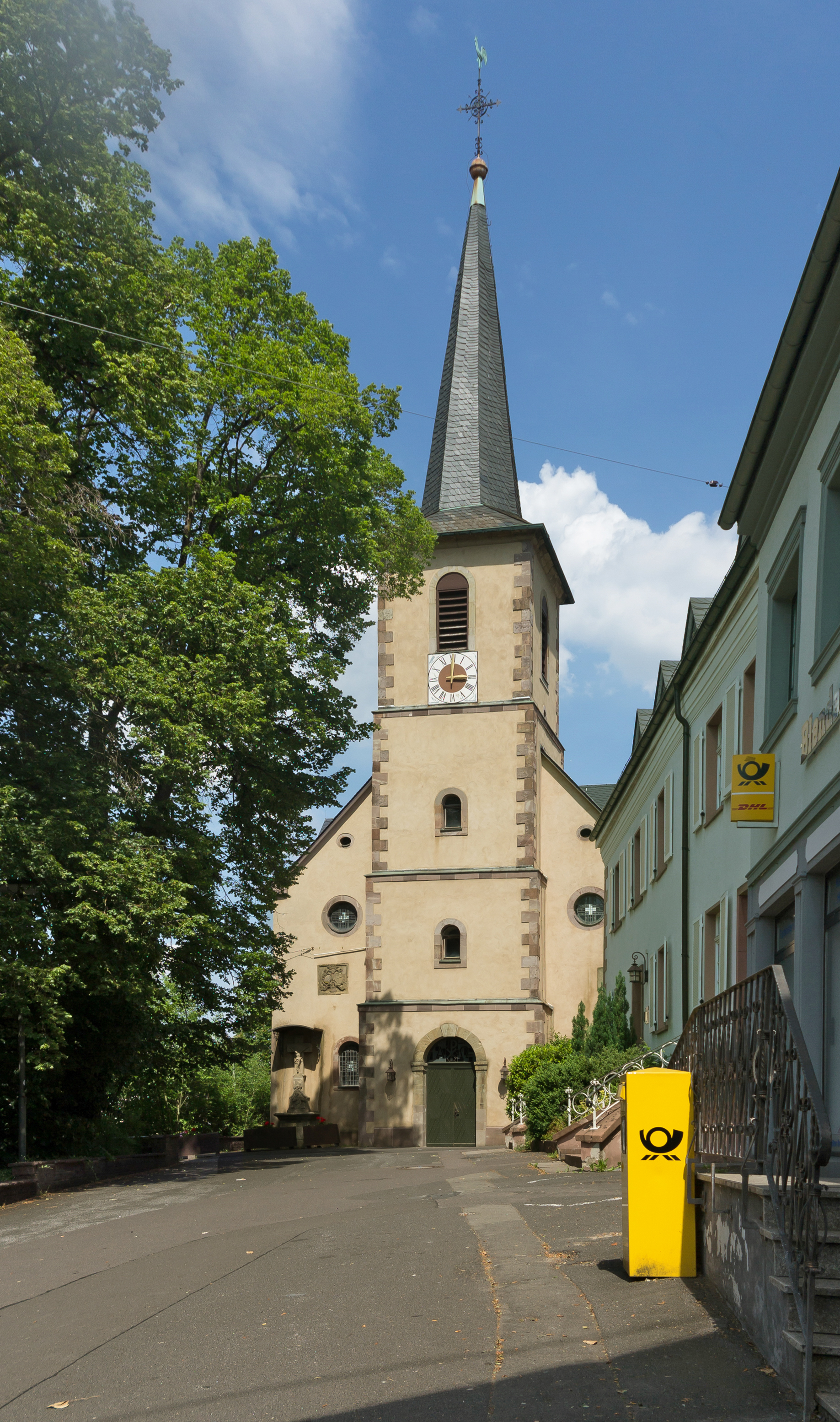
Eppelborn, katholieke kerk: Pfarrkirche Sankt Sebastian

Eppelborn is een gemeente in de Duitse deelstaat Saarland, en maakt deel uit van de Landkreis Neunkirchen.
Eppelborn telt 16.569 inwoners.
Eppelborn ·
Illingen ·
Merchweiler ·
Neunkirchen ·
Ottweiler ·
Schiffweiler ·
Spiesen-Elversberg